# La sibila
La Sibila (en portugués, A Sibila) es una novela de Agustina Bessa-Luís de 1954, cuyo título hace referencia a las figuras clásicas de las sibilas, como la de Delfos, la más célebre de todas. En la novela, el nombre se refiere a la protagonista, Quina.

## Argumento
El libro no narra la historia desde el nacimiento hasta la muerte de la protagonista, sino que desarrolla a través de un periodo de un siglo, la vida de dos generaciones de la familia Teixeira y otros familiares y amigos cercanos. Relata las conspiraciones, la corrupción y las intrigas de parientes, criados, amigos y enemigos. 
Quina no tiene ningún poder sobrenatural, sólo es sagaz y práctica, similar a la clásica Sibila. Murió vieja y enferma, pero orgullosa de salvar la casa de la quiebra. 
La historia comienza y termina con Germa, su sobrina, la hija de su hermano Abel, que representa a una generación ya urbana, desarraigada de un espacio en el que Quina siempre se sintió atrapada.